# Thorsten Warholm
Clas Thorsten Warholm, född 8 september 1855 i Skara, död 13 september 1934 i Vellinge församling, var en svensk präst. Han var son till Johan Wilhelm Warholm, bror till Richard Warholm och halvbror till Edvin Warholm.
Warholm blev student vid Lunds universitet 1874, filosofie kandidat 1879, avlade teoretisk teologisk examen 1883 och praktisk teologisk examen samma år. Han blev komminister i Landskrona 1888, kyrkoherde i Vadensjö församling 1890 och i Vellinge församling från 1902. Han var inspektor för Landskrona elementarläroverk för flickor 1892–96.